# Henrique Brandon, 1.º Conde de Lincoln
Henrique Brandon, 1.º conde de Lincoln (c. 1523 – 1534) foi o quarto filho e o segundo varão de Carlos Brandon, 1.º Duque de Suffolk e de Maria Tudor, outrora rainha da França. Era sobrinho do rei Henrique VIII (r. 1509–1547), ao qual deveu seu nome. Em 18 de junho de 1525, no palácio Bridewell, o rei recriou o título de conde de Lincoln e atribuiu a Brandon.

## Conde de Lincoln
Brandon foi criado conde de Lincoln por Henrique VIII em 18 de junho de 1525 com apenas dois anos de idade. Ele era "tão jovem que Sir John Vere foi nomeado para carregá-lo" durante a cerimônia elaborada. Seu pai planejou um casamento para ele com Catarina Willoughby, uma nobre por direito próprio e filha de Maria de Salinas, que havia sido uma das damas de companhia da rainha.

## Papel na linha de sucessão
Ao longo da vida de Brandon, havia uma possibilidade pequena, mas real, de que um dia ele se tornasse rei da Inglaterra. Na época de seu nascimento, Maria era o único filho de Henrique VIII, e a esposa do rei, Catarina de Aragão, já tinha mais de trinta anos e tinha poucas perspectivas de ter mais filhos. O próximo na fila depois dos filhos do rei era sua irmã Margaret Tudor, e seus filhos, mas o lugar deles na sucessão não era seguro - Henrique os excluiria posteriormente pelo Segundo Ato de Sucessão (1536) e por sua vontade. A seguir, veio a duquesa de Suffolk e seu filho Henrique Brandon, que durante sua própria vida (ele morreu antes do nascimento de Eduardo, filho de Henrique), era a única pessoa na linha de sucessão que tinha as qualificações gêmeas de ser homem, e inglês. No entanto, ele morreu aos dez ou onze anos de idade, em Southwark.[carece de fontes?]
A mãe de Brandon o antecedeu e sua própria morte criou ambições reais em sua irmã Frances. Após a morte da duquesa de Suffolk, o duque casou-se com Catarina Willoughby. Embora seu filho estivesse noivo dela, aos dez anos ele era jovem demais para se casar e também doentio. A sobrinha de Henrique Brandon, Lady Jane Grey, finalmente, e brevemente, conseguiu o trono em 10 de julho de 1553.